# Australotomurus
Genre
Australotomurus est un genre de collemboles de la famille des Orchesellidae.

## Distribution
Les espèces de ce genre sont endémiques d'Australie.

## Liste des espèces
Selon Checklist of the Collembola of the World (version du 24 août 2019) :
- Australotomurus barbatus Mari Mutt & Greenslade, 1985
- Australotomurus echidnus (Womersley, 1934)
- Australotomurus immodestus Mari Mutt & Greenslade, 1985
- Australotomurus johanni Mari Mutt & Greenslade, 1985
- Australotomurus montanus Mari Mutt & Greenslade, 1985
- Australotomurus morbidus Greenslade & Jordana, 2014
- Australotomurus womersleyi Mari Mutt & Greenslade, 1985

## Publication originale
- Stach, 1947  : The Apterygotan fauna of Poland in relation to the world-fauna of this group of insects. Family : Isotomidae Acta Monographica Musei Historiae Naturalis, Kraków, p. 1-488.